# Людолф (Ецони)
Людолф (на немски: Liudolf, Ludolf von Brauweiler, * 998, † 11 април 1031) от род Ецони, е фогт на абатство Браувайлер, наследник на Господство Валденбург и чрез женитба (de iure uxoris) от 1025 до 1031 г. господар на Цутфен. Той е императорски генерал, знаменосец, фогт на град Кьолн и най-големият внук на император Ото II.

## Произход
Той е най-възрастният син на пфалцграф Ецо от Лотарингия (955 - 1034) и съпругата му Матилда Саксонска (979 – 1025), дъщеря на император Ото II и Теофано. Брат е на Рихеза, от 1013 г. омъжена за полския крал Мешко II Лямберт.
Людолф умира три години преди баща си и е погребан във фамилната гробница в манастир Браувайлер.

## Фамилия
Людолф се жени за Матилда фон Цутфен, дъщеря на Ото I фон Цутфен и Ирмингард от Вердюн. Тя му донася зестра Твенте и Вестфалия. Техните деца са:
- Хайнрих († сл. 31 октомври 1031)
- Конрад (Куно) († 1053 в Унгария, 1049/1053 херцог на Бавария, свален; ∞ 1036 г. за Юдит фон Швайнфурт, дъщеря на маркграф Ото
- Аделхайд, 1059 доказана, наследница на нейния брат Конрад; ∞ Готшалк фон Цутфен